# Utricularia nana
Utricularia nana — вид рослин із родини пухирникових (Lentibulariaceae).

## Середовище проживання
Цей вид зустрічається в Південній Америці від Венесуели, Гаяни, Суринаму та Французької Гвіани на південь через Бразилію до Парагваю.
Цей вид був зареєстрований з болотистої землі біля струмків і вологої піщаної савани, у Болівії він був зареєстрований з тонкого ґрунту в мілководній течії над ґрунтовими породами та в невеликих басейнах та просочуваннях вздовж країв струмків; на висотах від 0 до 1250 метрів.

## Використання
Вид культивується невеликою кількістю ентузіастів роду. Торгівля незначна.